# Aesir

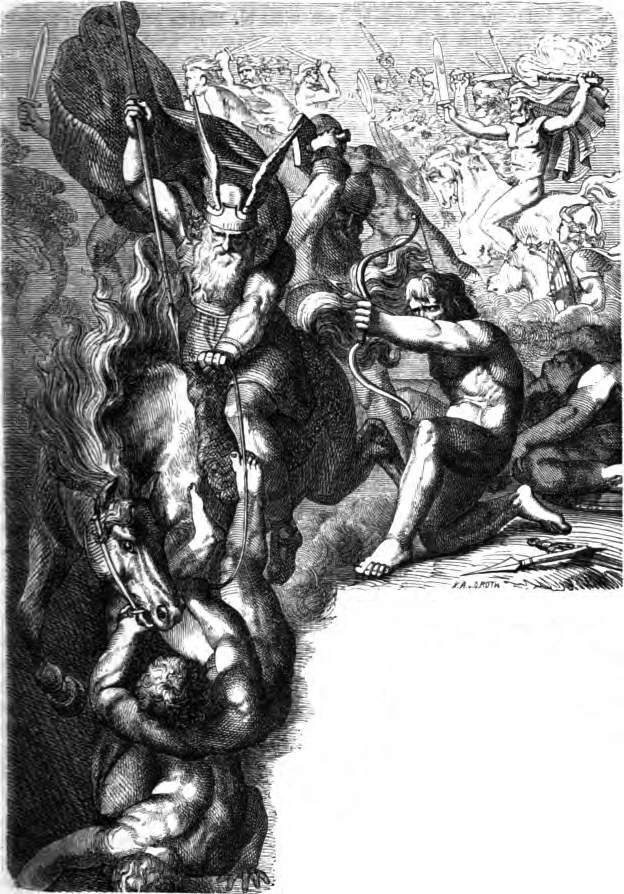
Representação de 1882 da guerra Æsir - Venir

Æsir, Asses ou Ases, (em nórdico antigo: ǫ́ss; singular: áss, feminino ásynja, plural ásynjur) segundo a mitologia nórdica, é um clã de deuses que residem em Ásgarðr (Asgard), ou seja, a Terra dos Æsir (As = Æsir. Gard = Terra). 
Suas contrapartes e uma vez inimigos, com os quais guerrearam, são os Vanir. Os Vanir são deidades mais da natureza e da fertilidade, enquanto os Æsir são mais guerreiros que seus rivais.  Quando as duas raças guerrearam, Æsir e Vanir, fizeram as pazes, as deidades Vanir entregaram Njörðr (Niord), Freyr e Freyja para os Æsir.
Os Æsir formam o panteão principal dos deuses na mitologia nórdica. Incluem muitas das figuras principais, tais como Odin, Frigga, Thor, Alomam, Balder e Týr. Existem outros clãs de deuses nórdicos, sendo segundo principal o clã dos Vanir, também mencionado na mitologia nórdica. Além destes clãs também há o clã das Nornas, o clã dos Jotnar e o clã dos "Dragões".
O deus Njörðr e seus filhos, Frey e Freyja são os deuses mais importantes dos Vanir, e acabaram se reunindo aos Æsir como reféns após a Guerra dos Deuses, que envolveu ambos os clãs.
Os 'áss' da palavra aparentemente é derivada do proto-indo-europeu *ansu-'respiração, deus' relacionado ao sânscrito asura e ao avéstico ahura, com o mesmo significado; apesar de que a palavra em sânscrito asura veio a significar demônio. O cognato em inglês arcaico de 'áss' é os, que significa 'deus, divindade' (como no sobrenome atual Osgood). A palavra 'áss' ainda pode significar 'feixe' ou 'correio' na língua nórdica arcaica, mas não há nenhuma demonstração da conexão etmológica entre as duas palavras.  Schefferus, um proto-etonologista do Século XVII, afirmou que o Æsir se referência aos imperadores da Ásia, isto é, uma liderança pseudo-feudal (de hereditariedade xamanista), que saíra das estepes asiáticas para a Europa em tempos ancestrais. Nenhum outro estudioso nos séculos seguintes encontrou qualquer evidência para suportar esta afirmação.
Os Æsir eram agraciados com a juventude eterna enquanto comessem as maçãs de Iðunn, embora ainda pudessem ser assassinados. Além disso, quase todos estavam predestinados a morrerem durante o Ragnarok.
Somente quatro das deidades Aesir são comuns as outras tribos germânicas fora da Escandinávia: Óðinn (Odin) como Wotan, Þórr (Thor) como Donar, Tyr como Tiw ou Tiwaz, e Frigga como Freia.
'Áss' é o singular de Æsir.  O feminino de 'Áss' é chamado 'Asynja' (plural 'Asynjor').

## Æsir vs Vanir
A interação entre os Æsir e os Vanir é um aspecto interessante da mitologia nórdica. Enquanto outras culturas desenvolveram famílias antigas e novas dos deuses, como os Titãs contra os olímpicos da Grécia antiga, o Æsir e o Vanir se portavam de forma mais contemporânea. Os dois clãs de deuses lutavam batalhas, realizavam tratados e trocavam reféns (Frey e Freya são mencionados como reféns). Uma especulação comum interpreta as interações ocorrendo entre os Æsir e os Vanir como reflexo dos tipos de interação que ocorriam entre os vários clãs dos nórdicos naquele tempo. De acordo com outra teoria, o clã Vanir (cujos deuses são mais relacionados principalmente com a fertilidade e de comportamento mais calmo) pode ter se originado primeiramente na mitologia. Mais tarde, os deuses da guerra, representados pelos Æsir, surgiram nas lendas através da guerra mítica que, possivelmente, poderia espelhar um conflito religioso ocorrido naquele tempo. Desta forma, a Guerra dos Deuses pode ser um paralelo ao histórico conflito entre os romanos e os sabinos. O estudioso Mircea Eliade especula que ambos os conflitos são, na verdade, versões diferentes de um mito indo-Europeu mais antigo sobre um conflito que integrou as divindades do céu e da ordem contra as divindades da terra e da fertilidade, sem nenhum antecedente histórico estrito.

## Lista de Aesir e Vanir
- Sjöfn -- deusa Aesir do amor
- Balder – deus da inocência e da beleza
- Bragi – o bardo
- Forsetes – deus da justiça
- Freya (refém dos Aesir) – deusa Vanir do amor e do sexo
- Frey (refém dos Aesir) – deus Vanir da fertilidade e do amor,do sol
- Frigga – deusa principal
- Heimdall – guardião da ponte do arco-íris
- Hell - filha de Loki, governa o mundo dos mortos
- Hoder – deus cego da escuridão e do inverno
- Hoenir – o deus indeciso
- Iðunn – deusa da juventude, fertilidade e da morte
- Loki – o trapaceiro
- Nana – esposa de Balder
- Njord (refém dos Aesir) – deus dos mares
- Odin (também conhecido como Wotan) – deus principal, da guerra e da sabedoria
- Sif – deusa de cabelos dourados e esposa de Thor
- Thor (também conhecido como Donar) – deus do trovão e da batalha
- Tyr – deus da guerra, com somente uma mão
- Uller – o caçador, rastreador e arqueiro
- Vali – o vingador
- Vé – irmão de Odin, que deu aos homens o dom da palavra
- Vidar – deus do silêncio, discrição e da vingança
- Vili – irmão de Odin, que deu aos homens o sentimento e o pensamento